# Robert Tralins
Sandor Robert Tralins (geboren am 28. April 1926 in Baltimore, Maryland; gestorben am 20. Mai 2010 in Clearwater, Florida) war ein amerikanischer Schriftsteller. Er war sehr produktiv in verschiedenen Genres, sowohl Belletristik als auch Sachliteratur. Er war Autor von rund 250 Büchern, die er unter zahlreichen Pseudonymen veröffentlichte, und Hunderten von Magazinbeiträgen und Artikeln. Er schrieb einige Science-Fiction-Romane, zwei Sexpionage-Romanserie (Miss from S.I.S. und Valentine Flynn), zahlreiche erotische Romane sowie Sachbücher über Marketing und vor allem über Rätsel, unerklärliche Phänomene, Parapsychologie und Okkultismus. Seine Geschichten waren Basis für mehrere Episoden der Fernsehserie X-Factor: Das Unfassbare.
Bekannt wurde er auch als Autor von Pleasure Was My Business, das Enthüllungsbuch einer Madam Sherry, Eignerin eines Bordells für gehobene Ansprüche in Miami. Das  Buch wurde als obszön verboten, das Verbot wurde aber 1964 vom U.S. Supreme Court aufgehoben. Auch ein Zivilverfahren, das der im Buch als Kunde des Bordells erscheinende ägyptische Ex-König Faruq gegen Tralins angestrengt hatte, konnte dieser für sich entscheiden.

## Leben
Tralins war der Sohn des Schiffsbauers Emanuel Tralins und von Rose Tralins, geborene Miller. Er wuchs in seiner Geburtsstadt Baltimore auf und besuchte dort auch das Easter College. Im Zweiten Weltkrieg diente er bei den US-Marines und studierte danach von 1946 bis 1948 an der Johns Hopkins University. 1945 hatte er Sonya Lee Mandel geheiratet und mit ihr zwei Söhne (geboren 1947 und 1951). Seit 1947 war er hauptberuflicher Schriftsteller.
Tralins war ein leidenschaftlicher Segler und besaß ein Schiff, auf dem er lange Zeit mit seiner Familie lebte. Als seine Frau an Leukämie erkrankte, ließ er sich 1989 in Clearwater nieder. Seine Frau starb bald darauf. 2010 ist Tralins im Alter von 84 Jahren an Prostatakrebs gestorben.
Ins Deutsche übersetzt wurde sein Science-Fiction-Roman The Cosmozoids (1966, als Invasion der Kozmozoiden).

## Bibliografie
Die Serien sind nach dem Erscheinungsjahr des ersten Teils geordnet.
Miss from S.I.S. (Romanserie)
- The Miss from S.I.S. (1966)
- The Chic Chick Spy (1966)
- The Ring-A-Ding UFOs (1967)

Valentine Flynn (Romanserie, als Sean O’Shea)
- 1 What a Way to Go! (1966)
- 2 Operation Boudoir (1967)
- 3 Win with Sin (1967)
- 4 The Nymph Island Affair (1967)
- 5 Invasion of The Nymphomaniacs (1967)

Black Brute (Romanserie)
- 1 Black Brute (1969)
- 2 Runaway Slave (1969), auch als Rampage
- 3 Slaves Revenge (1969)

Signal (Romanserie)
- Signal: Intruder (1991)
- Signal: Blackbird (1992)

Romane
- The Aenidians (1954)[4]
- Primitive Orgy (1961)
- Five Wild Dames (1961)
- Congo Lust (1961)
- The Rapist (1962)
- Hired Nymph (1962)
- Four Nude Queens (1962)
- The One and Only Jean (1962)
- Naked Hills (1962)
- Caesar’s Bench (1962)
- Law of Lust (1962)
- Death Before Dishonor (1962)
- Freak Lover (1962)
- Torrid Island (1962)
- Captain O’Six (1962)
- They Make Her Beg (1963)
- The Love Worshipers (1963)
- Donna is Different (1963)
- Artist Swinger (1963)
- The Hillbilly (1963)
- Devil’s Hook (1963)
- Smuggler’s Mistress (1963)
- Colossal Carnality (1964)
- Jazzman in Nudetown (1964)
- The Smugglers (1964)
- The Pirates (1964)
- Gunrunner (1964)
- French Leave (1965, als Norman A. King)
- Trick or Treat (1965, als Cynthia Sydney)
- Slave King (1965)
- Whisper (1965, als Sean O’Shea)
- Squaresville Jag (1965)
- Variations in Voyeurism (1965, als Sean O’Shea)
- Variations in Exhibitionism (1965, als Sean O’Shea)
- The Cosmozoids (1966)
  - Deutsch: Invasion der Kozmozoiden. Moewig (Terra #553), 1968.
- The Nymphet Syndrome (1965, als Sean O’Shea)
- So Cold, So Cruel (1966, als Norman A. King)
- First Try (1966, als Dorothy Verdon)
- Stay until Morning (1966, als Cynthia Sydney)
- The Higher the Price (1966, als Cynthia Sydney)
- The Love Business (1966, als Cynthia Sydney)
- Soft Sell (1966, als Rex O’Toole)
- Take Me Out in Trade (1966, als Cynthia Sydney)
- Lost and Found (1966, als Cynthia Sydney)
- Hide and Seek (1966, als Norman A. King)
- Sin Point (1966, als Cynthia Sydney)
- Ripe and Ready (1966, als Cynthia Sydney)
- Office Swinger (1966, als Cynthia Sydney)
- Sexual Fetish (1966)
- Gomer Pyle USMC (1966)
- Dragnet ’67 (1966)
- Psychokick (1966)
- Remember to Die (1966)
- Cairo Madam (1967)
- Executive Wife (1967, als Cynthia Sydney)
- The Flyers (1967, als Norman A. King)
- Give and Take (1967, als Cynthia Sydney)
- Soft Sell (1967, als Rex O’Toole)
- The Ring-aDing UFOs (1967)
- The Seduction Art (1967, als Ruy Traube)
- Memoirs of a Beach Boy Lover (1967, als Ruy Traube)
- Rites of Lust (1967, als Ray Z. Bixby)
- Uninhibited (1968, als Ruy Traube)
- Cheating and Infidelity (1968, als Rex O’Toole)
- Yum-Yum Girl (1968, als Richard Trainor)
- Confessions of an Exhibitionist (1968, als Rex O’Toole)
- Song of Africa (1968, als Leland Tracy)
- The Topless Kitties (1968, als Sean O’Shea)
- Clairvoyant Strangers (1968)
- Sex Cultists (1969, als Ruy Traube)
- Gigolos (1969, als Rex O’Toole)
- The Mind Code (1969)
- The Hidden Spectre (1970)
- Panther John (1970)
- Slave King (1970)
- Supernatural Strangers (1970)
- Black Pirate (1971)
- Ghoul Lover (1971)
- Homer Pickle the Greatest (1971, als Alfred D. Laurance)
- Black Stud (1973)
- Dragon’s Teeth (1973, als Keith Miles)
- Android Armageddon (1974)
- Illegal Tender (1975, Drehbuch)
- Black Roots (1977)
- Buried Alive (1977).
- Life After Death (1978)
- Panther John (1980)
- Chains (1981)
- Flight Signals (1990)
- Deadshot (1993)

Sachliteratur
- How to Be a Power Closer in Selling (1960)
- Dynamic Selling (1961)
- Billion Dollars at Your Fingertips (1963, als Ghostwriter für Frank Russell)
- Pleasure Was My Business (1963)
- Beyond Human Understanding, (1965)
- Psychological Study of 21 Abnormal Sex Offenders (1965, mit Michael Gilbert)
- Supernatural Happenings (1965)
- How to Cash in on Your Hidden Memory Power (1966, als Ghostwriter für William Hersey)
- Strange Events Beyond Human Understanding (1966)
- Clairvoyant Strangers (1968)
- Children of the Supernatural (1969)
- Clairvoyance in Women (1969)
- ESP Forewarnings (1969)
- Weird People of the Unknown (1969)
- Supernatural Strangers (1972)
- Clairvoyant Women (1972)
- Supernatural Warnings (1973)
- Buried Alive (1977)